# Camilla Janson
Camilla Janson, född 16 november 1964, är en svensk socialdemokratisk politiker och kommunstyrelsens ordförande i Upplands-Bro kommun. Janson är till yrket sjuksköterska.